# استنفورد وایت
 استنفورد وایت (انگلیسی: Stanford White؛ ۹ نوامبر ۱۸۵۳ – ۲۵ ژوئن ۱۹۰۶) یک معمار اهل ایالات متحده آمریکا بود.

## نگارخانه

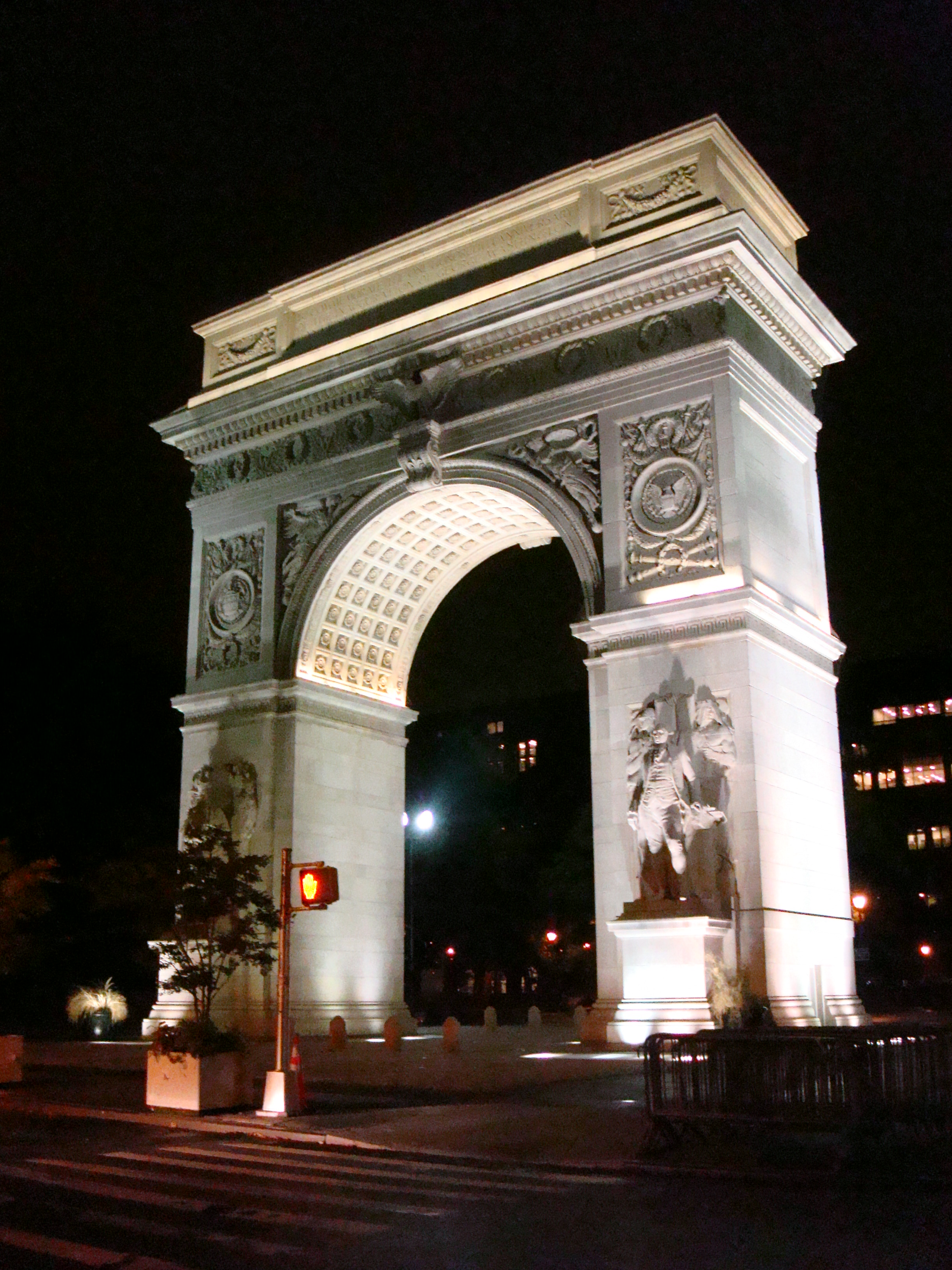
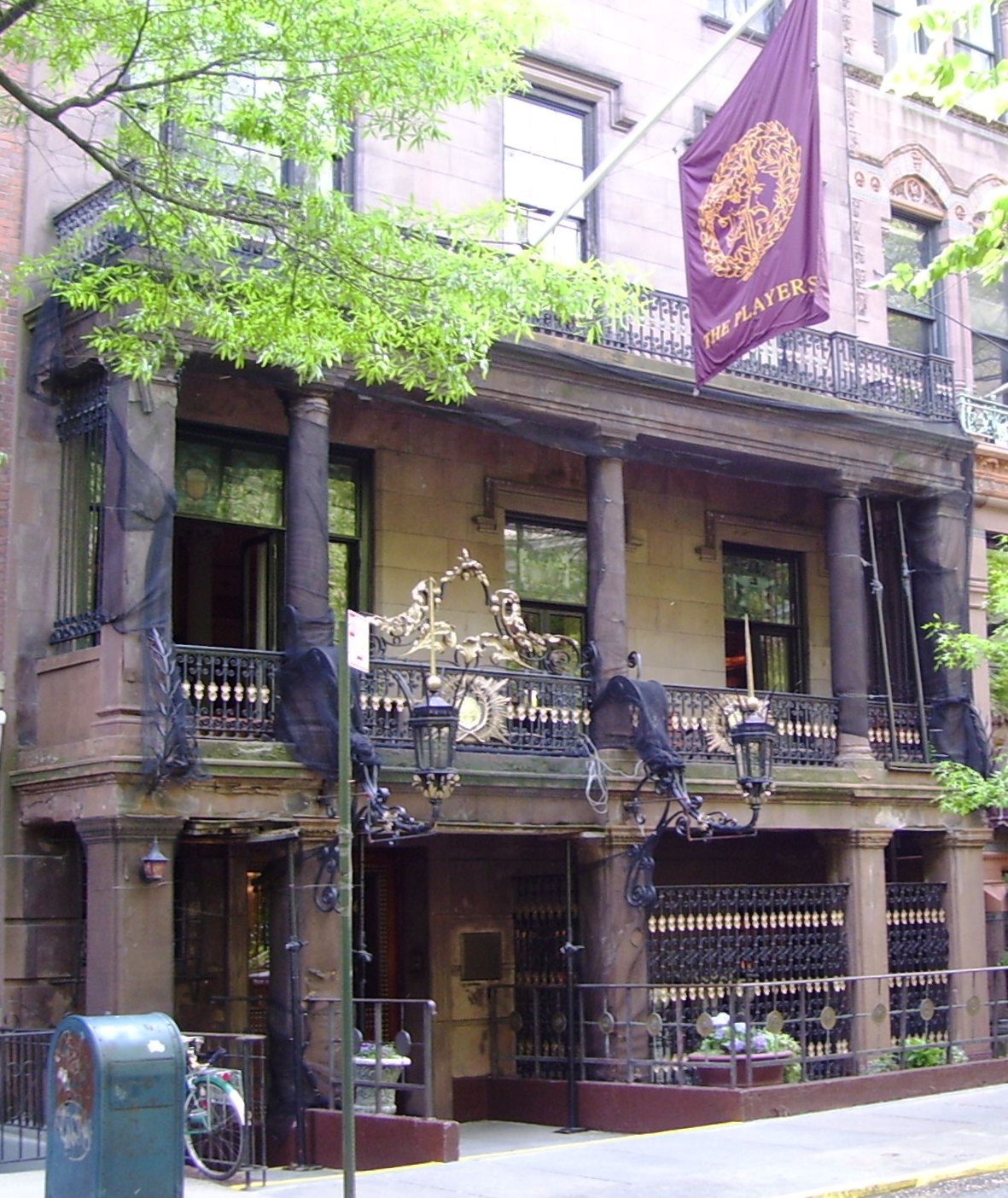
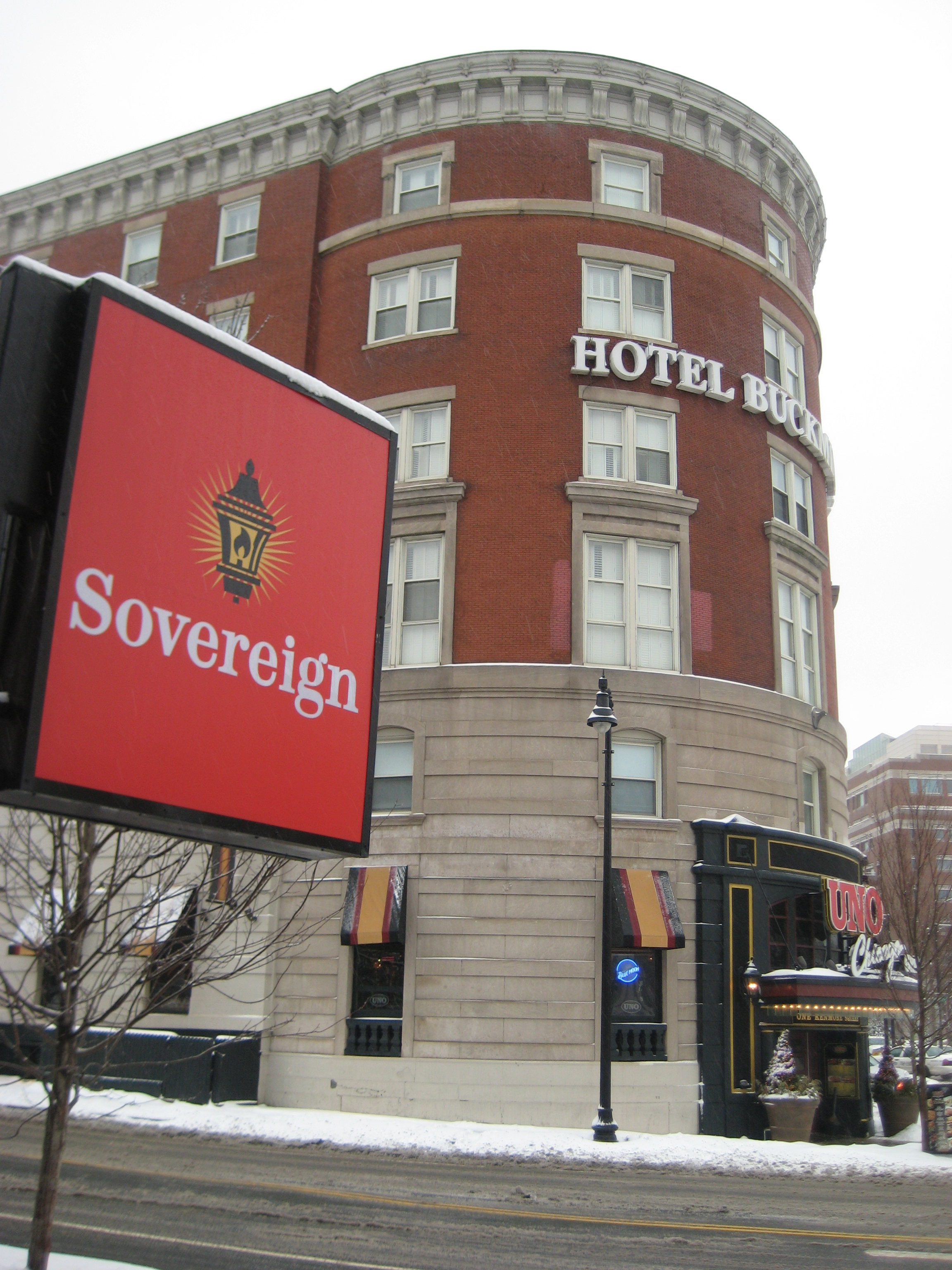
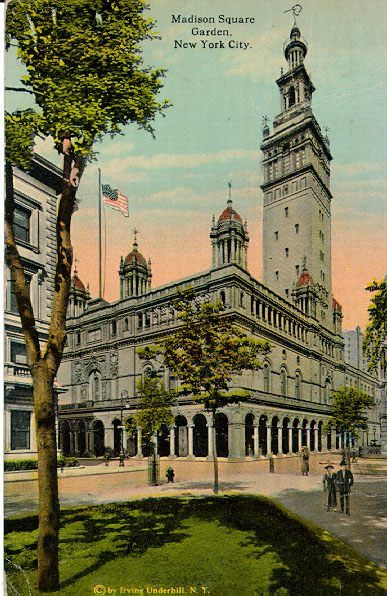